# Bernard Chevallier
Bernard Marie Chevallier (ur. 4 października 1912 w Chartres, zm. 4 kwietnia 1997 w Orsennes) – francuski jeździec sportowy, złoty medalista olimpijski z Londynu.

## Kariera sportowa
Startował w konkurencji WKKW. Igrzyska w 1948 były jego jedyną olimpiadą. Triumfował w rywalizacji indywidualnej.